# McDonnell Douglas
McDonnell Douglas - MD je bilo ameriško letalsko/vesoljsko podjetje, ki je nastalo leta 1967, ko sta se združila McDonnell Aircraft in Douglas Aircraft Company. Kasneje, leta 1997, se je McDonnell Douglas združil z Boeingom. 
McDonnell Douglas je znan po potniških letalih kot so McDonnell Douglas DC-10, McDonnell Douglas MD-11, McDonnell Douglas MD-80/90 in po vojaških lovcih kot npr. F-15 Eagle. 

## Proizvodi

### Vojaška letala
- McDonnell Douglas A-4 Skyhawk  (začetek pri Douglas Aircraft)
  - McDonnell Douglas A-4G Skyhawk
- McDonnell Douglas F-4 Phantom II  (začetek pri McDonnell Aircraft)
- McDonnell Douglas C-9
- McDonnell Douglas F-15 Eagle
  - McDonnell Douglas F-15E Strike Eagle
  - McDonnell Douglas F-15 STOL/MTD
- McDonnell Douglas AV-8B Harrier II (zasnovan na podlagi British Aerospace Harrierja)
- McDonnell Douglas F/A-18 Hornet
  - McDonnell Douglas CF-18 Hornet
  - High Alpha Research Vehicle
- McDonnell Douglas YC-15
- McDonnell Douglas T-45 Goshawk reaktivni trenažer (na osnovi Hawka)
- McDonnell Douglas KC-10 Extender
- McDonnell Douglas C-17 Globemaster III
- McDonnell Douglas A-12 Avenger II
- Boeing F/A-18E/F Super Hornet

### Potniška letala
- McDonnell Douglas DC-8  (začetek pri Douglas Aircraft)
- McDonnell Douglas DC-9  (začetek pri Douglas Aircraft)
- McDonnell Douglas DC-10
- McDonnell Douglas MD-11
- McDonnell Douglas MD-80
- McDonnell Douglas MD-90
- MD-95 (Boeing 717)

### Predlagana potniška letala
- McDonnell Douglas MD-12, dvonadstropno letalo, podobno Airbus A380 in Boeingu NLA.
- McDonnell Douglas MD-94X

### Eksperimentalna letala
- McDonnell Douglas X-36

### Helikopterji
- AH-64 Apache (začetek pri Hughes Helicopters)
- MD 500 serija  (začetek pri Hughes Helicopters)
- MD 600
- MD 901/902/902 Explorer

### Vesolska plovila s človeško posadko
- Big Gemini
- Skylab space station
- Skylab B
- McDonnell Douglas DC-X

### Missiles and rockets
- BGM-109 Tomahawk missile
- Harpoon missile
- LIM-49 Spartan
- M47 Dragon
- Delta II veosoljska raketa